# Simões (Cafelândia)
Simões é um distrito do município brasileiro de Cafelândia, no interior do estado de São Paulo.

## História

### Formação administrativa
- Distrito Policial de Vila Simões, criado em 15/06/1927 no município de Cafelândia[3].
- Distrito criado pela Lei nº 2.650 de 17/01/1936[4][5].

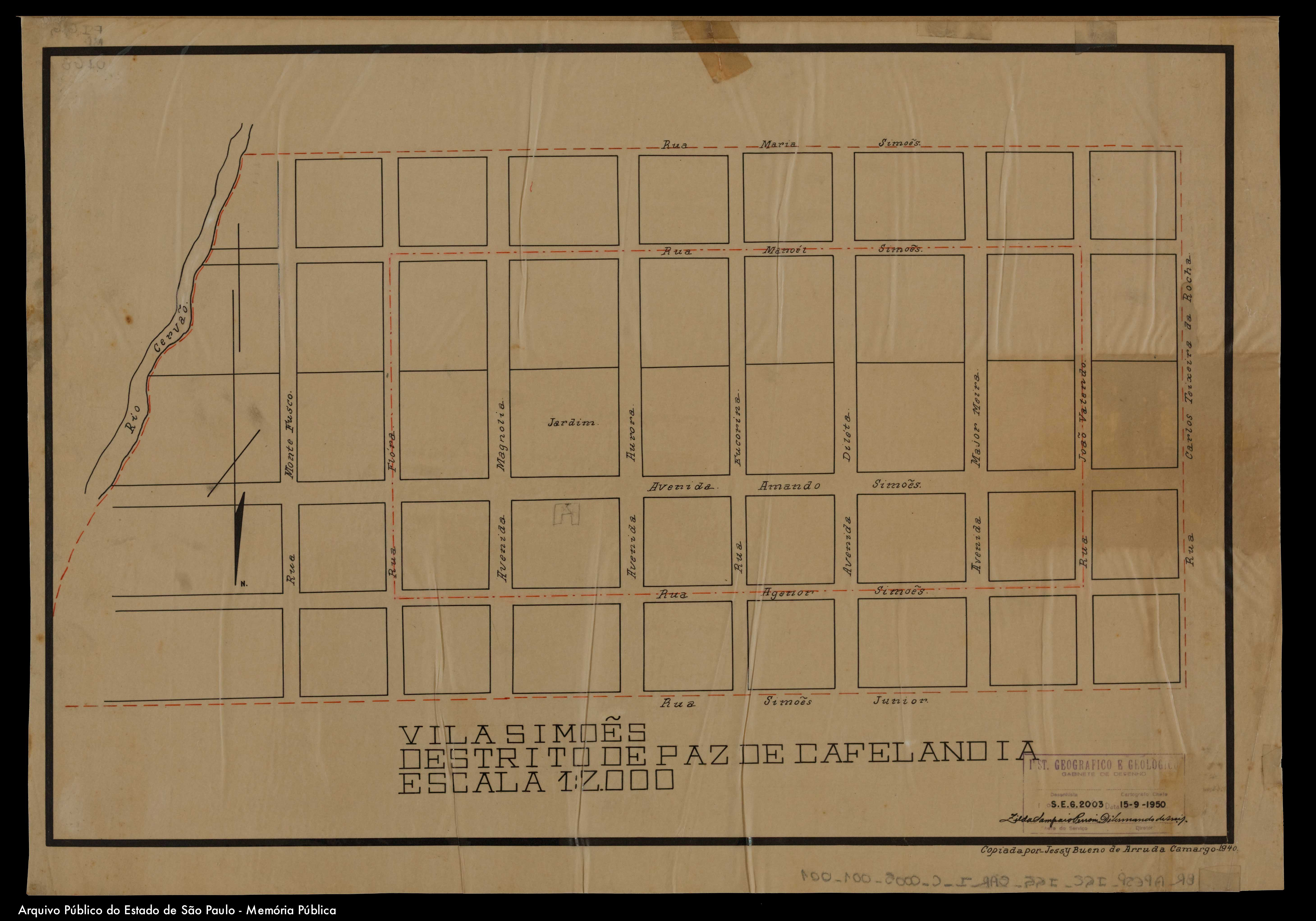
Planta da área urbana original.

- O Decreto nº 11.069 de 04/05/1940 altera a denominação para Simões[6].
- Pelo Decreto-Lei n° 14.334 de 30/11/1944 perdeu terras para a formação do distrito de Bacuriti[7].

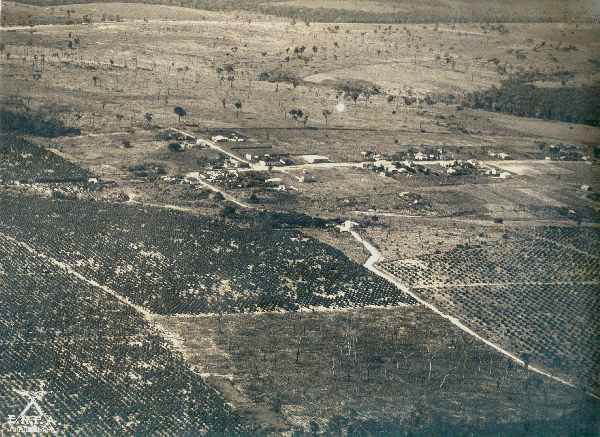
Vista aérea (1940).

### Pedido de emancipação
O distrito tentou a emancipação político-administrativa e ser elevado à município, através de processo que deu entrada na Assembléia Legislativa do Estado de São Paulo no ano de 1948, mas como não atendia os requisitos necessários exigidos por lei para tal finalidade, o processo foi arquivado.

## Geografia

### Demografia

#### População urbana
| Crescimento população urbana | Crescimento população urbana | Crescimento população urbana | Crescimento população urbana |
| Censo                        | Pop.                         |                              | %±                           |
| ---------------------------- | ---------------------------- | ---------------------------- | ---------------------------- |
| 1940                         | 380                          |                              | —                            |
| 1950                         | 413                          |                              | 8,7%                         |
| 1960                         | 421                          |                              | 1,9%                         |
| 1970                         | 496                          |                              | 17,8%                        |
| 1980                         | 580                          |                              | 16,9%                        |
| 1991                         | 425                          |                              | −26,7%                       |
| 2000                         | 731                          |                              | 72,0%                        |
| 2010                         | 864                          |                              | 18,2%                        |
| Fonte: IBGE e Fundação SEADE |                              |                              |                              |

#### População total
Pelo Censo 2010 (IBGE) a população total do distrito era de 1 220 habitantes.

### Área territorial
A área territorial do distrito é de 229,582 km².

### Rodovias
O distrito possui acesso à cidade de Cafelândia e ao distrito de Bacuriti através de estrada vicinal.

## Serviços públicos

### Registro civil
Atualmente é feito na sede do município, pois o Cartório de Registro Civil das Pessoas Naturais do distrito foi extinto pelo Tribunal de Justiça do Estado de São Paulo, e seu acervo foi recolhido ao cartório do distrito sede. Os primeiros registros dos eventos vitais realizados neste cartório são:
- Nascimento: 11/05/1936
- Casamento: 25/05/1936
- Óbito: 14/05/1936

### Saneamento
O serviço de abastecimento de água é feito pela Prefeitura Municipal de Cafelândia. 

### Energia
A responsável pelo abastecimento de energia elétrica é a CPFL Paulista, distribuidora do grupo CPFL Energia.

### Telecomunicações
O distrito era atendido pela Telecomunicações de São Paulo (TELESP), que inaugurou a central telefônica para atender o distrito e também Bacuriti e que é utilizada até os dias atuais. Em 1998 esta empresa foi vendida para a Telefônica, que em 2012 adotou a marca Vivo para suas operações.

## Atividades econômicas

### Usina de açúcar e álcool
Próximo ao distrito está instalada uma usina de açúcar e álcool, a Usina Cafeálcool, importante fonte de geração de emprego e renda.

## Religião
O Cristianismo se faz presente no distrito da seguinte forma:

### Igreja Católica
- A igreja faz parte da Diocese de Lins[22].

### Igrejas Evangélicas
- Assembleia de Deus - O distrito possui uma congregação da Assembleia de Deus Ministério do Belém, vinculada ao Campo de Marília. Por essa igreja, através de um início simples, mas sob a benção de Deus, a mensagem pentecostal chegou ao Brasil. Esta mensagem originada nos céus alcançou milhares de pessoas em todo o país, fazendo da Assembleia de Deus a maior igreja evangélica do Brasil[23][24].
- Congregação Cristã no Brasil[25].